# Monochelus ornatus
Monochelus ornatus är en skalbaggsart som beskrevs av Hermann Burmeister 1844. Monochelus ornatus ingår i släktet Monochelus och familjen Melolonthidae. Inga underarter finns listade i Catalogue of Life.